# Jean-Noël Diouf
Jean-Noël Diouf (Diohine, Senegal, 1 d'octubre de 1946) és un religiós senegalès, bisbe de Tambacounda i ex president de la Conferència episcopal de Senegal, Cap Verd i Guinea Bissau.

## Biografia
En 1966 ingressà al Gran Seminari Libermann de Sébikhotane, on hi fou ordenat sacerdot en 1972. Exercí de prelat a Diohine i Fadiouth, i de 1974 a 1977 fou director del Petit Séminaire de Ngazobil. En 1981 marxà a Roma a fer estudis bíblics i en 1987 es doctorà en teologia bíblica a la Pontifícia Universitat Gregoriana. El mateix any tornà a Senegal, on fou professor del Gran Seminari de Sébikhotane fins que en 1989 fou nomenat bisbe de Tambacounda. De 2005 a 2012 va presidir la Conferència episcopal de Bisbes del Senegal, de la Mauritània, del Cap Verd i de Guinea Bissau.